# 紅療法

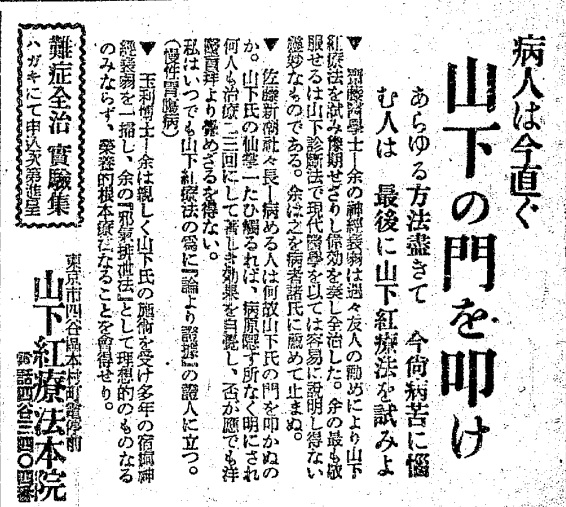
山下紅療法本院広告。1928年（昭和3年）『朝日新聞』掲載

紅療法（べにりょうほう）は、明治から昭和初期にかけての日本で流行した、民間療法（療術）のひとつである。患部に染料の紅を塗ることで、各種疾患が治療できると主張された。

## 施術と原理

### 施術
紅療法には、紅花の溶液とそれを塗るための毛筆ないし小刷毛、押し広げて摩擦するための摩擦棒を用いる。紅花の溶液は、生紅（紅花からつくった染料）を水で溶いてつくる。紅療法の創始者である山下常行の療院で、実際に施術を受けた『朝日新聞』の西村眞次は、療院の助手の弁として、紅療法でつかわれる薬液は日本紅とサフランを混ぜたものであると報告している。
施術は、患者を椅座ないし端座させ、患部に毛筆ないし小刷毛で紅花の溶液を塗布し、塗布面を塗擦棒で3分から4分ほど摩擦しておこなう。ここでいう「患部」は「病根たる大本の神経の弱所」のことであり、体表部のどこかとなる。前頭部に施術する場合は、塗擦棒ではなく指頭をもちいる。これにより皮膚と毛細血管から紅花の成分が吸収されるという。これを3回ほど繰り返したのち、温水ないし石鹸水で溶液を拭い去ると、施術が完了する。また、山下常行の療院では、紅を落とす前にシャンペンサイダーの饗応があった。

### 原理とその評価
紅花溶液には酸素が蓄えられており、これを溶液の塗布を通じて体内に取り込むことであらゆる疾患を治癒することができると主張されている。これは、山下常行の同郷であり、医学および応用化学に関する知識のあった山内啓二が創出した理論である。また、農学者・貴族院議員の玉利喜造は、紅療法には体の各部に潜在する霊気の一種である「元気」の剥落を防ぐ効果があると論じた。大正期のオカルティストである高橋五郎は、紅療法を太霊道・リズム学院・健全哲学院・プラナ療法・静坐法・木村天真派などと並ぶ、霊術のひとつとして紹介している。
なお、紅療法の施術を受けた西村は、仮に紅療法に神経痛などの治療効果があるとすれば、「塗擦」と称しておこなわれるマッサージの効果ではないかとしたうえで、紅療法には初期に標準医療を受けていたであろう疾患の治療の期を失わせてしまう消極的弊害、塗擦により皮膚病などがむしろ悪化してしまう積極的弊害があると論じ、また、「年頃の男女が肌を脱てこつこつと紅を塗れ風呂場にて洗い落とさるる時の如き」ことには風紀上の問題もあると主張している。
病理学者の山極勝三郎は「紅療法は恐らく一方の充血を他方の貧血に送りて平均せしめ或は精神上の安慰を與えて病的苦患を紛らさんとする物」と論じたうえで、療法自体には取り立てて言うほどの害はないものの、紅療法により患者が標準医療から遠ざかってしまうことは弊害といえ、上流階級までもがこのような迷信を信じる現状には問題があると論じている。病理学者であり、一般書を多く記した田中香涯は、紅療法のような民間療法が多少の効果を奏するのは、精神療法的な暗示作用がゆえであると論じている。
医師であり小説家の森鴎外は、1916年（大正5年）の『寒山拾得』中、閭丘胤が豊干のまじないによる医術を受け入れるくだりにて、「ちょうど東京で高等官連中が紅療治や気合術に依頼するのと同じことである」と、紅療治の流行を皮肉るような比喩をしている。同じく医学者・文学者である斎藤茂吉も、評論「鴎外の歴史小説」にてこのくだりにふれ、「素問、霊枢を知った賢の精神療法に頼らないというのは、現代の高官・富豪などが専門医家に頼らずに素人の濱口熊嶽などに頼るのを風刺したものでもある。これは鴎外が医家だからであろうか」と少々の解説を加えている。

## 歴史

### 起源
紅療法は、山下常行により創始された。山下家は鹿児島県鹿児島郡西田村の士族であったが、父・常倫は妻子を捨てて駆け落ちした。常行は成長したのち、兄・清風とともに上京した。常行は父のもとで暮らし、1893年（明治26年）ごろより本所警察署にて巡査として働いた。薩摩では「紅さし」なる民間療法が流行しており、常倫はこれに関する伝書を有していた。紅を血行循環のための薬として用いること自体は、『本草綱目』などにもある漢方医の慣行である。常行は紅さしをもとに、紅花からつくった薬液を塗擦する紅療法を発案し、療治をおこなった。常倫は、常行の手腕が自らのものより良いことに怒り、衝突のすえ別居に至った。

### 展開
常行は1906年（明治39年）、京橋区木挽町に紅療院の出張所をかまえた。このころ、十文字大元をはじめとして紅療法により神経痛や脊髄癆を快癒させたという者があらわれ、新聞に談話を掲載した。これにより、「無教育の者は勿論社会の上流に在りて才学共に優れたる人々」、たとえば松方正義・本田親雄・徳久恒範・富田鐵之助・渡邊昇・伊瀬知好成・湯地定監・野崎啓造などが紅療法を受けに集まったという。特に、松方は紅療法を激賞し、「和神養素」の四字を書いて常行に送った。また、渡邊は「興心丹」の三字、徳久は「不老長生帰紅友」の一句を送った。1回あたりの治療代は50銭程度であったが、隆盛から紅療院の月収は月1000円にものぼり、常行は一財産を築いた。さらにはこうした流行に便乗するかたちで、実際に医師免許を持っている者のあいだからも紅療法の従事者があらわれた。
兄・清風も常行にならい紅療法をはじめ、自らが本家であると主張した。さらに、父・常倫も同様に紅療法の本家を主張した。この論争を報じる『朝日新聞』の記事は、「何うせ碌でもなき紅療法の本家が何処であらうと構った事はなけれど新聞に広告までして父子兄弟大互いに鬩ぐが如きは乱倫むしろ憐れむに堪へたり」と論じている。
『朝日新聞』にて紅療法を糾弾する記事を執筆した西村眞次は常行の怒りを買い、一時彼の自宅に監禁されたが、暁になっても自らを解放しようとしない常行の態度に憤然とした西村は扉を蹴破って脱出し、そのまま帰宅した。常行は西村を相手取って名誉毀損で告訴したが、敗訴した。

### 取締り
1908年（明治41年）10月3日、清風のもとで紅療法を学び、大阪府大阪市北区にて「東京山下紅療院出張所」を開院していた阪東彌十郎が、医師免許を所持せずに医療行為をしたとして、医師法違反の疑いで拘引された。1933年（昭和8年）には、高知県高岡郡須崎町にて紅療法を営んでいた田中嘉太郎が、医師法違反に問われたものの、紅は薬品にはあたらず、これを皮膚に塗布することも医行為とは認められないとして、7月8日に大審院にて無罪判決を下された。法学者の辰井聡子はこの判決について、「この種の治療法は、実質的な危険性の観点から医行為性が否定され、医業類似行為としての規制が別途存在しない場合には処罰の対象とならないことを前提とした解釈と考えられる」と評価している。